# Бретања
Бретања (фр. Bretagne, брет. Breizh) је регион која се налази на северозападу Француске. Регион се налази на 80% територије бивше историјске провинције Бретање. 
У древна времена била је позната под именом Арморика. Заузимала је територију између река Сене и Лоаре.

## Администрација
На резултатима локалних избора, одржаним 2004. године победила је лева коалиција PS - PCF - PRG - Les Verts - UDB, која је освојила 58 места у регионалном већу. Осталих 25 места је добила коалиција UMP - UDF.
Распоред заступника по департманима је следећи:
- 18 заступника за Обале Армора
- 18 заступника за Морбијан
- 23 заступника за Ил и Вилен
- 24 заступника за Финистер

## Географија
Бретања је полуострво које се налази на западу европског континента. Њен положај битно утиче и на климу у овом региону. Регион има 2.800 km обале и сви његови департмани имају излаз на море. У регији постоје два планинска масива: Monts d'Arrée и Montagnes Noires.

### Клима
У регији влада клима карактеристична за океанска подручја, премда поприлично умерена, са значајним разликама између лета и зиме. Северозападни ветар ((noroît на француском, gwalarn  на бретонском) доминира севером. Кише у регији су веома честе и кратке.

## Привреда
Привреда у регији је окренута према пољопривреди и пољопривредној индустрији. Туризам је изражен на обали, а технолошка индустрија у Рену (Rennes) и Ланиону (Lannion). Аеро-наутичка и бродоградилишна индустрија се налазе у местима Нант (Nantes) и Сен Назер (Saint-Nazaire). Бретања је кроз историју била развијен риболовни регион, где се изловљава око 50% укупног броја изловљених риба у Француској.

## Становништво
Млађе становништво је сконцентрисано у градским средиштима : Брест (Brest), Ван (Vannes), Лорјан (Lorient), Кимпе (Quimper), предграђа градова Рен (Rennes), Сен Мало (Saint-Malo) и Сен Бријек (Saint-Brieuc). Средишњи део регије је поприлично пуст.

### Језик
Бретонски је келтски језик, сличан велшком и користи се већином у западном делу регије. Иако је практично нестао из свакодневне употребе, још се увијек учи у школама и негује га велики број становништва као историјску карактеристику регије. Језик гало је такође у процесу оживљавања.

## Превоз
У регији постоји неколико аеродрома који повезују Француску и Енглеску. TGV возови (брзи возови) повезују регију са другим регијама у Француској и важним градовима. Такође је врло битан и трајектни превоз који превози путнике, робу и возила са и у Ирску, Енглеску и Каналска острва.